# 无芒羊茅
无芒羊茅（学名：Festuca sinomutica）为禾本科羊茅属下的一个种。

## 扩展阅读
- 維基物種上的相關：无芒羊茅